# Lewis Arquette
Pour les articles homonymes, voir Arquette.
Lewis Arquette est un acteur, écrivain et producteur américain né à Chicago (Illinois) le 14 décembre 1935 et mort à Los Angeles le 10 février 2001 .
Il est surtout connu pour avoir joué « J.D. Pickett » dans la série télévisée La Famille des collines de 1978 à 1981.

## Biographie
Lewis Arquette est le fils de l'acteur et scénariste Cliff Arquette (1905-1974), descendant de l'explorateur Meriwether Lewis. Après des études à la Hollywood High School (Californie), il part pour New York suivre les cours de Lee Strasberg à l'Actors Studio. Il y croise notamment Marilyn Monroe.
Il épouse en 1963 l'actrice Mardiningsih Olivia Nowak dite Brenda Denaut (1939–1997). Élevé dans la religion catholique, il s'était converti à l'Islam, alors que sa femme était de son côté issue d'une famille juive polonaise ayant échappé aux camps. Le couple a cinq enfants, tous devenus acteurs : Rosanna (née en 1959), Richmond (né en 1963), Patricia (née en 1968), Alexis (1969-2016) et David Arquette (né en 1971). En 1970, la famille emménage à Front Royal (Virginie).
Il meurt d'une insuffisance cardiaque à Los Angeles en 2001.

## Filmographie

### Cinéma
- 1997 : Scream 2 : Chef Lewis Hartley
- 2000 : Bêtes de scène : un spectateur de Fern City

### Télévision
- 1978-1981 : La Famille des collines (The Waltons) : JD Pickett